# HC Nizjni Novgorod
HC "VolgaTelecom" Nizjni Novgorod is een Russische dameshockeyclub uit Nizjni Novgorod.
De club werd opgericht op 13 mei 1987 en werd in 1999 werd genoemd naar een sponsor: Synthese. De successen kwamen pas echt op gang toen het Russische bedrijf Volga Telecom zich aan de club ging binden in 2004. Van 2003 tot en met 2009 werd de Russische SuperCup gewonnen, dat gelijkstaat aan het landskampioenschap. Hierdoor kwam de club verschillende keren uit op Europacup I toernooien.